# Диалоги
«Диалоги» (англ. Dialogi) — сборник философских эссе польского писателя Станислава Лема, написанных в 1948—1950 и 1954—1956 гг. Первое издание в Польше — 1957 г., в 1972 г. вышло значительно дополненное издание в двух томах. На русский язык полностью переведены О. А. Салнит в 2005 г., изданы одной книгой.

## Структура
Первый том состоит из восьми пронумерованных диалогов абстрактных героев Гиласа и Филонуса (отсылка к "Трём разговорам между Гиласом и Филонусом" Джорджа Беркли). Второй том включает две части, представляющих собой монолог автора:
- Анекс. Часть I. Диалоги шестнадцать лет спустя
  - Утраченные иллюзии, или от интеллектроники к информатике (переработанный доклад на философской конференции 1967 г.)
  -  Прикладная кибернетика: пример из области социологии

- Анекс. Часть II
  - Этика технологии и технология этики
  - Биология и ценности

## Содержание
«Диалоги» вводятся эссе (диалог I), посвящённым этическим проблемам воссоздания личности из атомов и её тождественности первоначальной. Самой спорной частью сборника является диалог VII и его продолжение «Прикладная кибернетика: пример из области социологии», посвящённые возможности построения социалистического государства и его функционирования. Мировое научное сообщество проигнорировало книгу. После перевода на английский язык, на Западе «Диалоги» считаются лучшим популярным изложением основ кибернетики.

## Критика
- Jarzębski Jerzy, Lem w oczach krytyki światowej, Kraków 1989.
- Leś Mariusz, Stanisław Lem wobec utopii,Białystok 1998, s.72-81, 91, 137.
- Orliński Wojciech, Co to są sepulki? Wszystko o Lemie, Kraków 2007, s. 57-59.

## Русское издание
- Станислав Лем. Диалоги. Пер. О. А. Салнит. — М.: АСТ, Транзиткнига, 2007. — 528 с. — (Серия: Philosophy)